# Pardon My Backfire
Pardon My Backfire é um filme estadunidense curta metragem de 1953, dirigido por Jules White. É o 149º filme de um total de 190 da série com os Três Patetas produzida pela Columbia Pictures entre 1934 e 1959.

## Enredo
Na festa de décimo aniversário do namoro com três irmãs, os Três Patetas são intimados pelo pai dela a se casarem logo, senão fará com que as moças se separem deles. O trio vai para a oficina onde são mecânicos e começam suas trapalhadas com os carros enguiçados. Depois de muita confusão com uma buzina de carro que não parava de tocar, os Patetas ouvem no rádio que três assaltantes fugiram de um presídio (chamado de Cucamonga pela dublagem brasileira) e que a polícia oferece uma grande recompensa pela captura deles. Nesse momento os bandidos chegam acompanhados de uma mulher, com o carro com o paralama danificado, e lhes pedem urgência no conserto. Os Patetas ouvem a descrição pelo rádio e percebem que são eles os fugitivos. Imediatamente começam a lutar com os bandidos e no final chegam a polícia e as namoradas, ficando todos felizes por ganharem a recompensa e poderem se casar.

## Produção
- Pardon My Backfire é o segundo e último curta metragem da série em que foram usados efeitos 3-D, sendo o anterior Spooks. O lançamento nos cinemas americanos foi em 15 de agosto de 1953, junto do faroeste The Stranger Wore a Gun (também em 3-D), produzido pela Columbia Pictures.[1]